# Rainer Voßen
Rainer Voßen (* 6. Dezember 1951 in Düsseldorf) ist ein deutscher Afrikanist.

## Leben
Rainer Voßen studierte von 1972 bis 1982 Afrikanistik, Völkerkunde, Geschichte und Ur- und Frühgeschichte an der Universität zu Köln. Nach der Promotion 1982 zum Dr. phil. in Köln war er von 1984 bis 1990 Akademischer Rat auf Zeit am Lehrstuhl Afrikanistik II der Universität Bayreuth. Nach der Habilitation 1990 in Bayreuth war er von 1990 bis 1992 Oberassistent auf Zeit am Lehrstuhl Afrikanistik II und Privatdozent der Universität Bayreuth. 1993 wurde er Universitätsprofessor (C 3) für Afrikanische Sprachen / Sprachwissenschaften an der Goethe-Universität.

## Schriften (Auswahl)
- The eastern Nilotes. Linguistic and historical reconstructions. Berlin 1982, ISBN 3-496-00698-6.
- Towards a comparative study of the Maa dialects of Kenya and Tanzania. Hamburg 1988, ISBN 3-87118-852-2.
- Patterns of language knowledge and language use in Ngamiland, Botswana. Bayreuth 1988, OCLC 220974437.
- Die Khoe-Sprachen. Ein Beitrag zur Erforschung der Sprachgeschichte Afrikas. Köln 1997, ISBN 3-927620-59-9.